# Elegia notturna
Elegia notturna è un cortometraggio italiano del 1973, diretto da Carlo Verdone.
Terzo cortometraggio di Verdone, assieme ai precedenti Poesia solare (1969) e Allegoria di primavera (1971), Elegia notturna è stato smarrito negli archivi Rai dopo che il regista romano aveva affidato, agli inizi degli anni ottanta, le pellicole all'emittente nazionale per uno speciale a lui dedicato.

## Trama
Si tratta di un poemetto visivo composto da elementi che anticipano il videoclip musicale moderno in cui le immagini sono montate insieme senza una vera e propria trama: fari, immagini di una donna che si trucca, dettagli del viso, semafori sfuocati, macchine che corrono sotto un tunnel.

## Produzione
Mario Verdone, sicuro della qualità del lavoro, convinse il figlio ad inviare il corto ad un Festival di Tokyo dove ricevette un premio. Questo lavoro fece, inoltre, prendere coscienza al regista che era possibile candidarsi alle selezioni del Centro sperimentale di cinematografia di Roma, dove si diplomerà successivamente. Il giovane Verdone, infatti, fece vedere il corto a Roberto Rossellini che lo spinse a inviare il lavoro come saggio di selezione: fu proprio grazie ad Elegia Notturna che Carlo Verdone superò la difficile selezione al Centro Sperimentale. Anche l'attore Anthony Quinn, amico dello zio paterno di Verdone, ebbe modo di visionare questo corto, riconoscendone il suo notevole talento visivo. Come i precedenti lavori, Elegia notturna, è un'opera ispirata dalle visioni di film underground proiettati presso il Filmstudio di Roma che Carlo Verdone, già ai tempi del liceo, frequentava assiduamente.

## Riconoscimenti
- 1973 - Tokyo Film Art Festival